# Shawneetown
Shawneetown is een plaats (city) in de Amerikaanse staat Illinois, en valt bestuurlijk gezien onder Gallatin County.

## Demografie
Bij de volkstelling in 2000 werd het aantal inwoners vastgesteld op 1410. In 2006 is het aantal inwoners door het United States Census Bureau geschat op 1347, een daling van 63 (-4,5%).

## Geografie
Volgens het United States Census Bureau beslaat de plaats een oppervlakte van 3,2 km², waarvan 3,1 km² land en 0,1 km² water. Shawneetown ligt op ongeveer 122 m boven zeeniveau.

## Plaatsen in de nabije omgeving
De onderstaande figuur toont nabijgelegen plaatsen in een straal van 24 km rond Shawneetown.

## Geboren
- James H. Wilson (1837-1925), beroepsofficier en Noordelijke generaal tijdens de Amerikaanse Burgeroorlog, topograaf en ingenieur